# Pae Myong-nam
Pae Myong-nam (* 25. Dezember 1982) ist ein ehemaliger nordkoreanischer Eishockeytorwart.

## Karriere
Pae Myong-nam wurde für die nordkoreanische Nationalmannschaft bei der Weltmeisterschaft 2008 in der Division II nominiert, kam aber dort zu keinem Einsatz. Auf Vereinsebene spielte Pae für Pyeongchol in der nordkoreanischen Eishockeyliga. Mit dem Klub wurde er 2008 nordkoreanischer Meister.

## Erfolge und Auszeichnungen
- 2008 Nordkoreanischer Meister mit Pyeongchol
- 2008 Aufstieg in die Division II bei der Weltmeisterschaft der Division III